# トイ・ストーリー 謎の恐竜ワールド
「トイ・ストーリー 謎の恐竜ワールド」（トイ・ストーリー なぞのきょうりゅうワールド、英語：Toy Story That Time Forgot）は 2014年、ディズニーとピクサーが共同制作したアニメーションである。 アメリカで、2014年12月2日にABCテレビでテレビスペシャル第2弾として放映された。日本では2015年7月18日にBSのテレビ局Dlifeにて放送され、その後2016年3月2日にDVDとBlu-rayが発売された。

## ストーリー
ウッディ、バズ・ライトイヤー、レックス、トリクシー、エンジェル・キティなどおもちゃを連れて友達のメイソンの家に遊びに来たボニー。そこでボニーはテレビゲームに夢中になってしまい、ウッディたちはほおっておかれてしまいます。そんな中、みんなが足を踏み入れたのが「謎の恐竜ワールド」。そこには、戦うことが好きな恐竜のおもちゃたちが住んでおり、ウッディたちは彼らとの戦いに巻き込まれてしまうことに…。

## 声の出演
| キャラクター               | 英語                   | 日本語     |
| -------------------------- | ---------------------- | ---------- |
| トリクシー                 | クリステン・シャール   | 許綾香     |
| ウッディ                   | トム・ハンクス         | 唐沢寿明   |
| バズ・ライトイヤー         | ティム・アレン         | 所ジョージ |
| ジェシー                   | ジョーン・キューザック | 日下由美   |
| ミスター・ポテトヘッド     | ドン・リックルズ       | 辻萬長     |
| レックス                   | ウォーレス・ショーン   | 三ツ矢雄二 |
| ミスター・プリックルパンツ | ティモシー・ダルトン   | 落合弘治   |
| エンジェル・キティ         | エマ・ハダック         | 西野瑠菜   |
| レプティラス・マキシマス   | ケヴィン・マクキッド   | 根本泰彦   |
| 賢者クレリック             | スティーブ・パーセル   | 梅津秀行   |
| レイ＝ゴン                 | ジョナサン・キッド     | 田原正治   |
| ボニー・アンダーソン       | エミリー・ハーン       | 藤巻杏慈   |
| ボニーのママ               | ロリ・アラン           | 堀越真己   |
| メイソン                   | R.C. コープ            | 藤巻勇威   |